# Гофрайд I (король Дублина)
Гофрайд I (Гофрайд мак Анлайв, Годфрид Олавссон; ирл. Gofraid mac Amlaib mac Ragnaill; умер в 1075) — король Дублина (1072—1075); сын Олава (Анлава), брата Эхмаркаха мак Рагнайлла.
В 1072 году после смерти Диармайта мак Маэл-на-м-Бо Дублин был захвачен королём Мунстера Тойрделбахом Уа Бриайном, который, кажется, передал королевский трон Гофрайду I.
Правление Гофрайда в Дублине продолжалось всего несколько лет, и он, возможно, находился в вассальной зависимости от королей Мунстера. В 1075 году ирландские хроники сообщают, что Гофрайд был изгнан из Дублина, и что он скончался в том же году, собирая большой флот.

## Биография

### Происхождение
Отцом Гофрайда I был некий Олав (Анлав) мак Рагнайлла, происходивший, вероятно, из рода Уи Имар (дом Ивара). Возможно, Гофрайд (Гудрёд) приходился племянником Эхмаркаху мак Рагнайллу (ум. 1064/1065), королю Мэна и Галлоуэя (1052—1064), и Дублина (1036—1038, 1046—1052). В 1052 году Эхмарках мак Рагнайлл был изгнан из Дублина королём Лейнстера Диармайтом мак Маэл-на-м-Бо, который назначил королём в Дублине своего сына Мурхада (1052—1070).

### Ранние годы
Богатый скандинаво-гэльский город-порт Дублин был лакомым куском для всех крупных ирландских королей в XI веке.
В 1036—1038, 1046-1052 годах дважды королём Дублина был Эхмарках мак Рагнайлл (ум. 1065), король острова Мэн. Происхождение этого скандинавско-гэльского короля достаточно точно не установлено. Вероятно, что его отцом был Рагналл (ум. 980), сын дублинского короля Олава Кварана. Также возможно, что его был или Рагналл (ум. 1015/1018), сын короля Ивара из Уотерфорда (ум. 1000), или Рагналл (ум. 1035), сын первого Рагналла и внук того же самого Ивара.
Согласно другом варианту, который может быть наиболее вероятным, отцом Эхмаркаха был Рагналл мак Гофрайд, король Островов (ум. 1004/1005), сын Гофрайда мак Араилта, короля Островов (ум. 989).
В 1052 году Эхмарках мак Рагналл был изгнан из Дублина верховным королём Ирландии и королём Лейнстера Диармайтом мак Маэл-на-м-Бо, который возвёл на королевский трон Дублина своего старшего сына и соправителя Мурхада (1052—1070). В 1070 году после смерти Мурхада Диармайт мак Маэл-на-м-Бо назначил королём Дублина его сына и своего внука Домналла мак Мурхаду (1070—1072). В течение следующих двадцати лет Диармайт мак Маэл-на-м-Бо контролировал войско дублинских викингов, ценившееся за высокие боевые качества, и флот военных кораблей. Дублин стал столицей Лейнстера. В 1072 году после смерти Диармайта мак Маэл-на-м-Бо король Мунстера Тойрделбах Уа Бриайн захватил Дублин и подчинил его своей власти. Анналы Инишфаллена сообщают, что Тойрделбах Уа Бриайн был приглашен в Дублин самими горожанами.

### Король Дублина
После захвата Дублина королём Мунстера Тойрделбахом Уа Бриайном город, вероятно, был им передан Гофрайду I. «Анналы Инишфаллена» называют Гофрайда в 1072 году королём Дублина.
В 1073 году «Анналы Ульстера» сообщают от неудачном нападении на остров Мэн военного отряда под командованием Ситрика мак Анлава и двух внуков верховного короля Ирландии Бриана Бору. Во время рейда три командира были убиты в бою с местными жителями. Возможно, что этот Ситрик был братом короля Дублина Гофрайда I.
Когда первый дублинский епископ Дунан скончался в 1074 году, архиепископ кентерберийский Ланфранк по ходатайству короля Гофрайда, местного духовенства и жителей, назначил новым епископом Дублина Дунана (ум. 1084). В своем послании к Гофрайду Ланфранк именовал его «славным королём Ирландии».
В 1075 году Гофрайд I был изгнан из Дублина верховным королём Ирландии Тойрделбахом Уа Бриайном. «Анналы Инишфаллена» сообщают, что Гофрайд был изгнан Тойрделбахом «за море», и что тот умер «за морем», собрав большой флот для вторжения в Ирландию. Возможно, Гофрайд бежал в Королевство Островов, где и скончался, собирая флот для похода на ирландское побережье и возвращения себе Дублина.
В 1075 году после изгнания Гофрайда I королём Дублина стал Муйрхертах Уа Бриайн (ум. 1119), старший сын короля Мунстера и верховного короля Ирландии Тойрделбаха Уа Бриайна.

### Семейные связи
Отец Гофрайда, Анлав, возможно, был отцом Ситрика мак Анлава (ум. 1073), погибшего во время похода на остров Мэн. Дед Гофрайда — Рагналл — был отцом Эхмаркаха мак Рагнайлла (ум. 1065). У Эхмаркаха была сестра Кат инген Рагнайлл (ум. 1054), которая в 1032 году стала женой короля Мунстера и верховного короля Ирландии Доннхада мак Бриайна. «Внуки Рагналла», которые напали на остров Мэн в 1087 году, возможно, были братьями Гофрайда или сыновьями Эхмаркаха.